# Schueberfouer

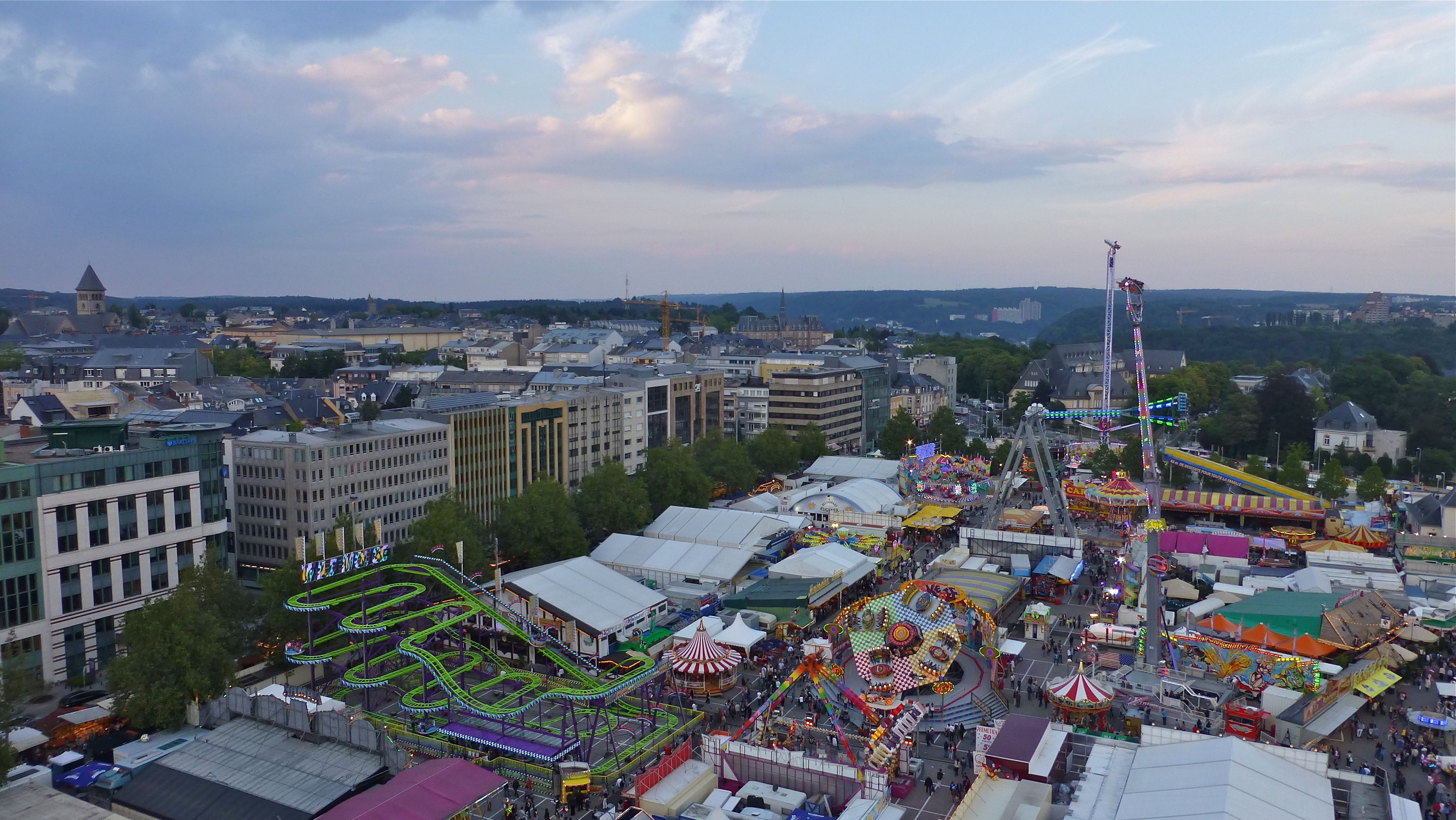
La Schueberfouer de Luxemburgo en 2013.

La Schueberfouer (en español: Feria de Schober) es la feria anual de la ciudad de Luxemburgo. Tradicionalmente, la Schueberfouer comienza el miércoles, jueves o viernes anterior al día de San Bartolomé (24 de agosto) y finaliza el lunes, martes o miércoles anterior al 12 de septiembre, teniendo una duración de veinte días. Se celebra en la plaza Glacis, en el distrito urbano de Limpertsberg, al norte de la Ciudad Alta de Luxemburgo. Para la edición de 2024, la feria contó con 216 atracciones y atrajo a más de dos millones de turistas.

## Historia
Juan I de Luxemburgo, más conocido como Juan el Ciego, rey de Bohemia y conde de Luxemburgo, estableció la Schueberfouer el 20 de octubre de 1340. El documento fundacional indicaba que debía comenzar la víspera de la festividad de San Bartolomé y durar ocho días completos. Aún hoy sigue vinculada al día de San Bartolomé, el 24 de agosto, fecha tradicional de apertura.
Se cree que el nombre Schueberfouer tiene su origen probablemente en el nombre de la plaza del mercado donde se celebró por primera vez: el Schuedbuerg, actual «Plateau du St Esprit» (en español: Meseta del Espíritu Santo), que hoy sirve de ubicación de los más altos tribunales de justicia de Luxemburgo. Otra teoría no confirmada relaciona el término «Schueber» con la antigua palabra alemana «Schober» (en español: granero), que haría referencia a la función agrícola inicial de la feria. De hecho, durante casi 450 años, la feria fue principalmente un gran mercado de cierta importancia regional para todo tipo de productos, desde agrícolas y ganaderos hasta telas, cerámica y otros artículos domésticos.
Tras la eliminación del bosque de Limpertsberg para mejorar la capacidad defensiva de la ciudad, la feria se trasladó en 1610 a la plaza de Glacis, un enorme espacio abierto situado más allá de las fortificaciones occidentales de la fortaleza de Luxemburgo, desmanteladas a partir de 1867 y sustituidas por el Parque de la Ciudad. En el siglo {siglo|XVIII}} se incorporaron a la feria espectáculos y juegos, pero no fue hasta principios del siglo XX cuando aparecieron por primera vez una noria y una montaña rusa.